# Brey-et-Maison-du-Bois
Pour les articles homonymes, voir Brey (Allemagne) et Maison-du-Bois.
Brey-et-Maison-du-Bois est une commune française située dans le département du Doubs, la région culturelle et historique de Franche-Comté et la région administrative Bourgogne-Franche-Comté.

## Géographie
Brey-et-Maison-du-Bois se trouve dans le massif du Jura, dans le département du Doubs, à 914 m d'altitude à environ 19 km au sud-ouest de la ville de Pontarlier (à vol d'oiseau). Le village est situé à l'origine de la vallée du Lhaut, au nord du Val de Mouthe et à l'ouest du Mont de la Croix. Le territoire de la commune couvre une superficie de 6,18 km² et se compose de deux parties, Le Brey (914 m) dans la vallée du Lhaut et Maison-du-Bois (975 m) dans un vallon au nord du val de Mouthe. La disposition des habitations du Brey sous forme de village-rue est due principalement aux contraintes liées aux zones inondables du Lhaut et à la présence de plusieurs sources qui ont favorisé les constructions avant l'apparition de l'adduction d'eau.
La partie sud-ouest du site est constituée par une zone marécageuse donnant naissance au ruisseau du Lhaut, affluent du Doubs. Le Lhaut traverse tout le village du Brey en s'écoulant vers le nord-est et rejoint peu après le Lac de Remoray en empruntant une vallée fossile creusée par le Doubs avant sa capture et son passage par les gorges du Fourpéret. La vallée du Lhaut est flanquée à l'est par le mont de la Croix (975 m). À l'ouest, la commune s'étend sur les hauteurs des Buclées et des Essarts (1 015 m) puis rejoint le vallon de Maison-du-Bois à la hauteur du Bois de la Roche (1 055 m), point culminant de la commune.
La forêt communale représente environ 191 ha répartis entre Maison du Bois (56 ha) et le Brey (135 ha).

### Climat
Pour des articles plus généraux, voir Climat de la Bourgogne-Franche-Comté et Climat du Doubs.
En 2010, le climat de la commune est de type climat de montagne, selon une étude du Centre national de la recherche scientifique s'appuyant sur une série de données couvrant la période 1971-2000. En 2020, Météo-France publie une typologie des climats de la France métropolitaine dans laquelle la commune est exposée à un climat de montagne ou de marges de montagne et est dans la région climatique  Jura, caractérisée par une forte pluviométrie en toutes saisons (1 000 à 1 500 mm/an), des hivers rigoureux et un ensoleillement médiocre. 
Pour la période 1971-2000, la température annuelle moyenne est de 7 °C, avec une amplitude thermique annuelle de 16,3 °C. Le cumul annuel moyen de précipitations est de 1 615 mm, avec 12,2 jours de précipitations en janvier et 10,9 jours en juillet. Pour la période 1991-2020, la température moyenne annuelle observée sur la station météorologique de Météo-France la plus proche, « La Boissaude Rochejean », sur la commune de Rochejean à 3 km à vol d'oiseau, est de 6,7 °C et le cumul annuel moyen de précipitations est de 1 401,4 mm. 
La température maximale relevée sur cette station est de 32,1 °C, atteinte le 27 juin 2019 ; la température minimale est de −22,3 °C, atteinte le 20 décembre 2009,,. 
Les paramètres climatiques de la commune ont été estimés pour le milieu du siècle (2041-2070) selon différents scénarios d'émission de gaz à effet de serre à partir des nouvelles projections climatiques de référence DRIAS-2020. Ils sont consultables sur un site dédié publié par Météo-France en novembre 2022.

## Urbanisme

### Typologie
Au 1er janvier 2024, Brey-et-Maison-du-Bois est catégorisée commune rurale à habitat très dispersé, selon la nouvelle grille communale de densité à 7 niveaux définie par l'Insee en 2022.
Elle est située hors unité urbaine et hors attraction des villes,.

### Occupation des sols
L'occupation des sols de la commune, telle qu'elle ressort de la base de données européenne d’occupation biophysique des sols Corine Land Cover (CLC), est marquée par l'importance des forêts et milieux semi-naturels (62,2 % en 2018), une proportion identique à celle de 1990 (62,2 %). La répartition détaillée en 2018 est la suivante : 
forêts (50,4 %), zones agricoles hétérogènes (37,1 %), milieux à végétation arbustive et/ou herbacée (11,8 %), zones humides intérieures (0,7 %). L'évolution de l’occupation des sols de la commune et de ses infrastructures peut être observée sur les différentes représentations cartographiques du territoire : la carte de Cassini (XVIIIe siècle), la carte d'état-major (1820-1866) et les cartes ou photos aériennes de l'IGN pour la période actuelle (1950 à aujourd'hui).

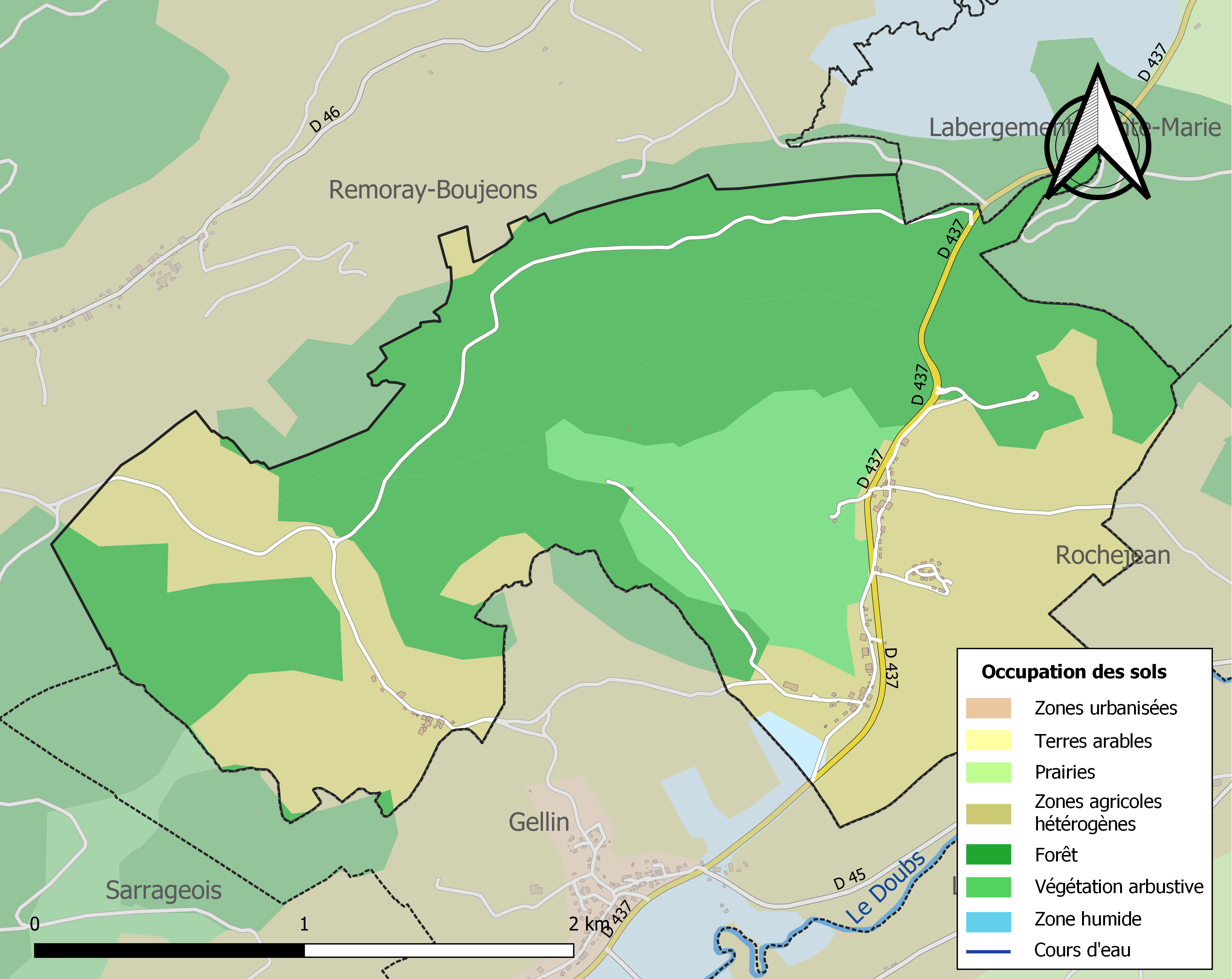
Carte des infrastructures et de l'occupation des sols de la commune en 2018 (CLC).

## Toponymie
En 1241, la commune s'appelle Bre.

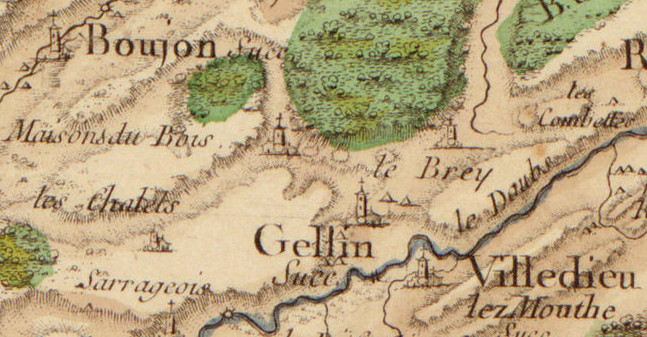
Carte de Cassini.

La première origine renvoie à d'autres sites ayant la racine Br.

La Carte de Cassini mentionne Le Brey et Maisons du Bois.
Le nom de « Brey » semble venir soit du gaulois bracu « marécage », soit du gaulois broglio « prairie ». Le Gaulois *bracu ( plus exactement *brakus, brakōs) a d’abord désigné un « fond de vallée humide » puis un « marais ».

## Histoire
L'apparition de la commune est attesté par la toponymie à partir de 1241. Le territoire est ensuite rattaché au château de Rochejean dès sa fondation en 1267 par Jean Ier de Chalon. À la fin du XVe, l'exploitation du minerai de fer du Mont d'Or et la création de forges entraîne un développement de la population qui passe à environ 200 habitants en 1614. Mais cette évolution est contrariée entre 1634 et 1644 par la guerre de Dix Ans qui fait retomber la population à moins de 150 en 1668. Avec la Franche-Comté, elle est rattachée à la France en 1678 par le traité de Nimègue. Le nom du hameau de Maison-du-Bois est rattaché au nom de la commune au XVIIe siècle.
De la fin du XIXe au milieu du XXe, la commune subit un exode rural régulier, aggravé par les deux guerres mondiales. De 119 habitants en 1901, on passe à 99 en 1926, puis 74 en 1950. L'école a fermé en 1972 puis la fromagerie en 1991.
Le renouveau est venu avec le développement du travail frontalier et de la forte demande en logement qu'il a entraîné. La population a dépassé les 100 habitants en 2000 et avoisine les 140 actuellement. Le développement de la nouvelle zone d'activité du Fuverat mise en service en 2019 va également contribuer à cette tendance.
Aujourd'hui, Brey-et-Maison-du-Bois fait partie des 32 communes de la Communauté de communes des Lacs et Montagnes du Haut-Doubs.

## Politique et administration
| Période                                  | Période                     | Identité                                      | Étiquette | Qualité                  |
| ---------------------------------------- | --------------------------- | --------------------------------------------- | --------- | ------------------------ |
| vers 1845                                |                             | Royet                                         |           |                          |
| 1919                                     | 1958                        | Joseph Deniset                                |           |                          |
| 1958                                     | mars 2001                   | Jean-Marie Saillard                           |           |                          |
| mars 2001                                | décembre 2009               | Régine Pagnier                                |           |                          |
| mars 2010                                | En cours (au 1er juin 2020) | Didier Minniti Réélu pour le mandat 2020-2026 |           | Représentant de commerce |
| Les données manquantes sont à compléter. |                             |                                               |           |                          |

## Démographie
La commune de Brey-et-Maison-du-Bois compte parmi les plus petites communes du Département du Doubs. La population est restée stable pendant le XXe siècle puis a augmenté dans les années 1990. Après une stagnation dans les années 2000, la tendance est en forte hausse depuis quelques années.
| 28 feux | 39 feux | 149 hab. |  |  |  |  |
|         |         |          |  |  |  |  |

L'évolution du nombre d'habitants est connue à travers les recensements de la population effectués dans la commune depuis 1793. Pour les communes de moins de 10 000 habitants, une enquête de recensement portant sur toute la population est réalisée tous les cinq ans, les populations de référence des années intermédiaires étant quant à elles estimées par interpolation ou extrapolation. Pour la commune, le premier recensement exhaustif entrant dans le cadre du nouveau dispositif a été réalisé en 2005.

En 2022, la commune comptait 179 habitants, en évolution de +80,81 % par rapport à 2016 (Doubs : +1,88 %, France hors Mayotte : +2,11 %).
| 1793 | 1800 | 1806 | 1821 | 1831 | 1836 | 1841 | 1846 | 1851 |
| ---- | ---- | ---- | ---- | ---- | ---- | ---- | ---- | ---- |
| 205  | 187  | 164  | 172  | 208  | 192  | 197  | 183  | 206  |

| 1856 | 1861 | 1866 | 1872 | 1876 | 1881 | 1886 | 1891 | 1896 |
| ---- | ---- | ---- | ---- | ---- | ---- | ---- | ---- | ---- |
| 189  | 190  | 173  | 152  | 155  | 146  | 166  | 135  | 121  |

| 1901 | 1906 | 1911 | 1921 | 1926 | 1931 | 1936 | 1946 | 1954 |
| ---- | ---- | ---- | ---- | ---- | ---- | ---- | ---- | ---- |
| 119  | 119  | 124  | 115  | 99   | 101  | 111  | 120  | 124  |

| 1962 | 1968 | 1975 | 1982 | 1990 | 1999 | 2005 | 2006 | 2010 |
| ---- | ---- | ---- | ---- | ---- | ---- | ---- | ---- | ---- |
| 97   | 101  | 91   | 74   | 74   | 100  | 104  | 103  | 101  |

| 2015 | 2020 | 2022 | - | - | - | - | - | - |
| ---- | ---- | ---- | - | - | - | - | - | - |
| 104  | 163  | 179  | - | - | - | - | - | - |

## Économie
La source du bas du village était exploitée par une scierie et une forge dès la fin du XVIIIe.
Jusqu'au milieu du XXe siècle, l'activité principale était l'élevage et la production laitière. La sylviculture était aussi présente.
L'électricité arrive en 1916 en provenance de l'usine électrique de Mouthier-Haute-Pierre. L'eau courante est arrivée dans la première moitié du XXe siècle avec l'achat en 1936 d'une source aux Villedieu et l'installation d'une conduite de 1,9 km traversant le Doubs.
Actuellement, le village accueille deux exploitations agricoles et un garage mais devient de plus en plus un lieu de résidence. Une partie importante de la population est constituée par des frontaliers travaillant en Suisse. Une zone d'activités comptant 13 parcelles a ouvert en 2011 au lieu-dit le Fuverat.
Le village est situé sur la route départementale D 437 qui va de Saint-Laurent-en-Grandvaux à Pontarlier. Une route communale rejoint Boujeons par Maison-du-Bois à l'ouest. Une autre route rejoint Rochejean à l'est.
Entre 1900 et 1950, la ligne de tramway Pontarlier-Mouthe a desservi le Brey avec un arrêt à côté de l'actuelle mairie et un autre au pont du Lhaut. Le tracé est encore visible par ses passages en remblai le long de la route départementale.
Les établissements d'enseignement les plus proches sont à Mouthe, Labergement-Sainte-Marie et Pontarlier.
Dans le cadre du plan France Très Haut Débit, l'accès à Internet à très haut débit est mis en place progressivement sur la commune au cours de l'année 2021 grâce à l'extension du réseau FTTH.

## Lieux et monuments

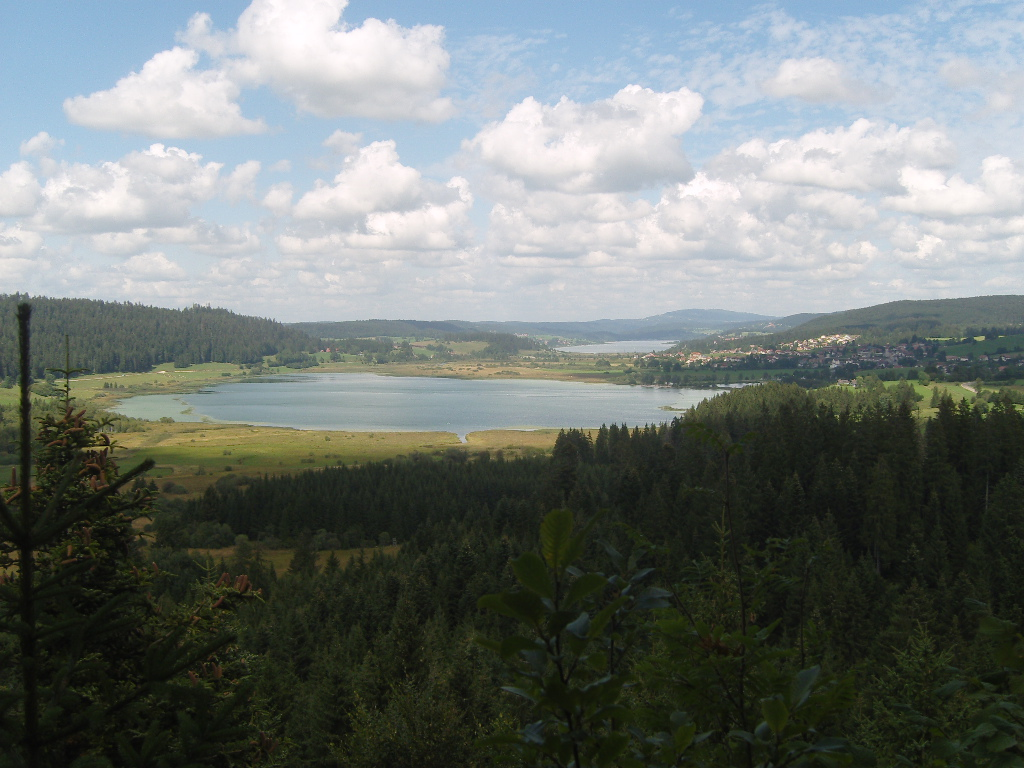
Vue depuis le belvédère des 2 lacs.

- L'église Saint-Sébastien du Brey date de 1837[21]. Elle fut précédée par une chapelle construite en 1485 au même emplacement. Une cure et un cimetière jouxtait alors l'église.
- La chapelle Sainte-Barbe de Maison-du-Bois a été construite en 1673[22]. Elle est dédiée à Sainte-Barbe, patronne des artilleurs, des sapeurs et des pompiers. Elle fut longtemps un lieu de prières et de pèlerinages puis tomba en désuétude après la Première Guerre mondiale. À l'initiative de l'abbé Humbert, curé de la paroisse, elle a été restaurée en 1941. En 1948, un clocher y est ajouté. Le prêtre y fait transférer une cloche datant de 1663[23] et provenant de l'église du Brey. Elle porte l'inscription « A FVLGVRE ET TEMPESTATE LIBERA NOS, DMN » (SEIGNEUR, LIBÈRE NOUS DE LA FOUDRE ET DE LA TEMPÊTE). La cloche est endommagée en décembre 1960 et remplacée en 1962 par une nouvelle cloche. La chapelle a été complètement rénovée en 2013 à l'initiative de la commune.
Accolée à la chapelle se trouve une croix monumentale datant du XVe siècle et ornée de deux sculptures de saints[24].
- La maison commune (école et fromagerie) édifiée en 1833, devenue mairie en 1998.
- Les deux fontaines-lavoirs construits en 1883 et rénovés en 2018.
- Le belvédère des deux lacs.
- Le monument aux morts, à côté de l'église, surmonté d'une copie de la statue Jeanne d'Arc au sacre.

La commune possède également depuis 1927 la ferme d'alpage des Charbonnières sur le territoire de Chatelblanc.

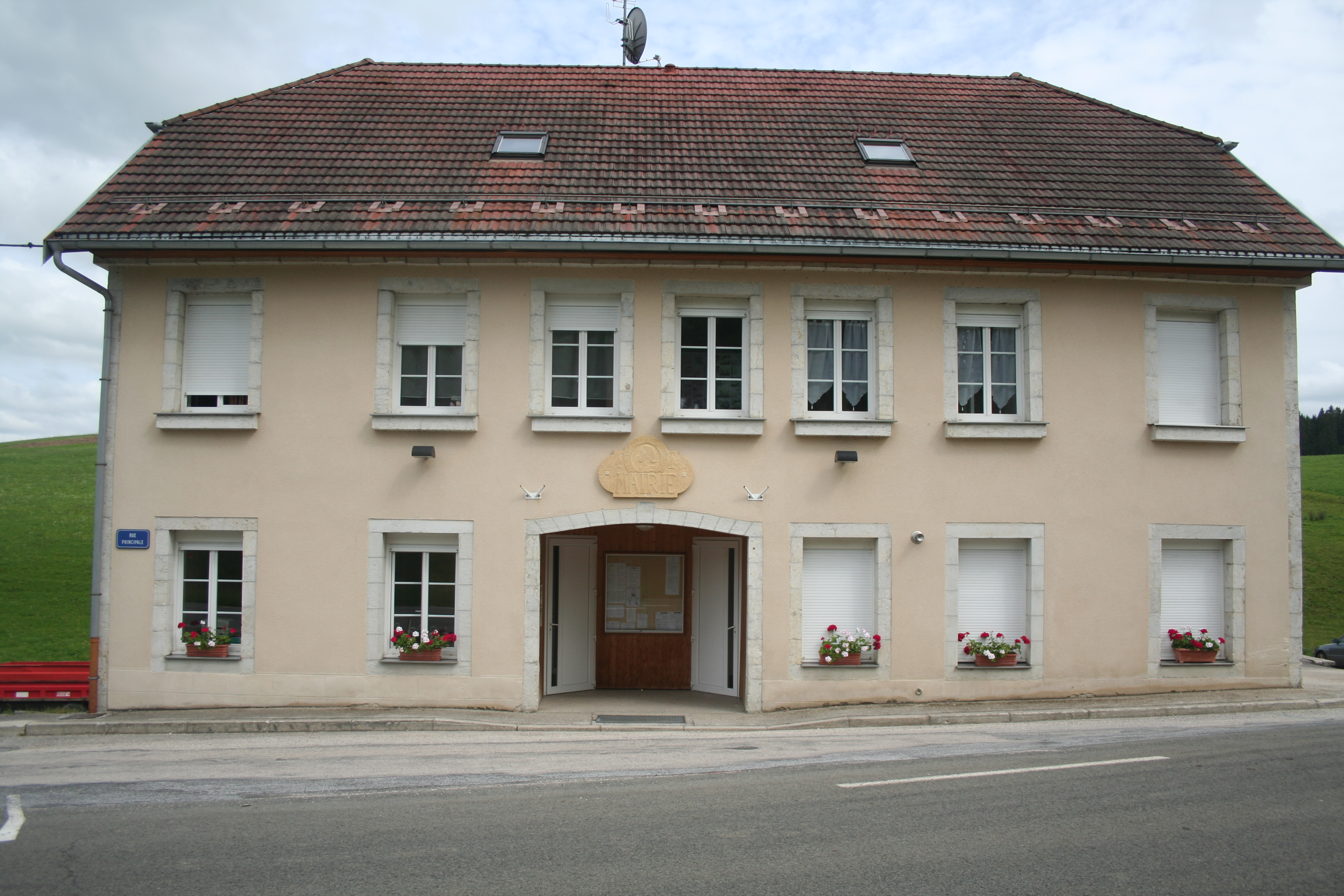
La mairie.
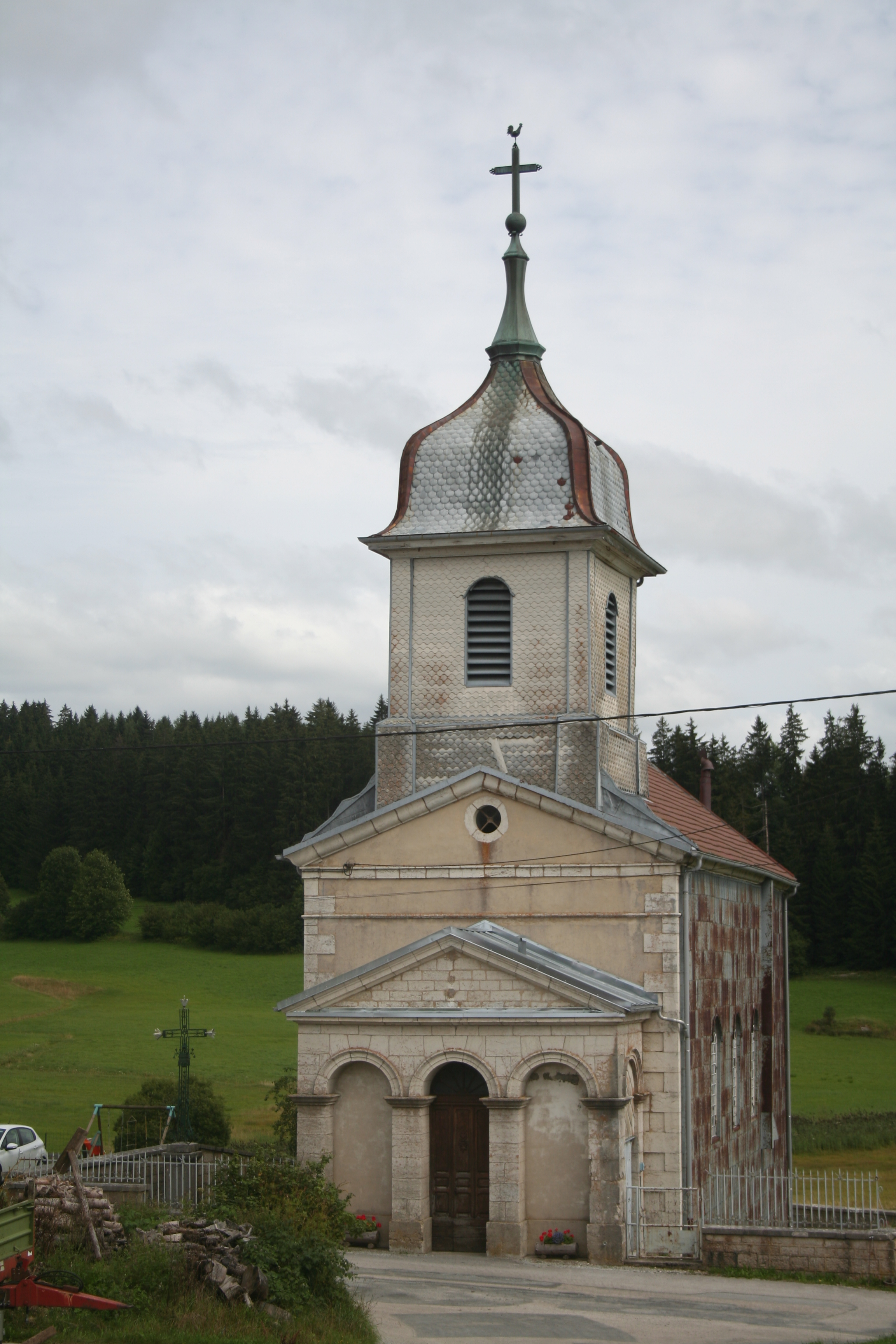
Église Saint-Sébastien du Brey.
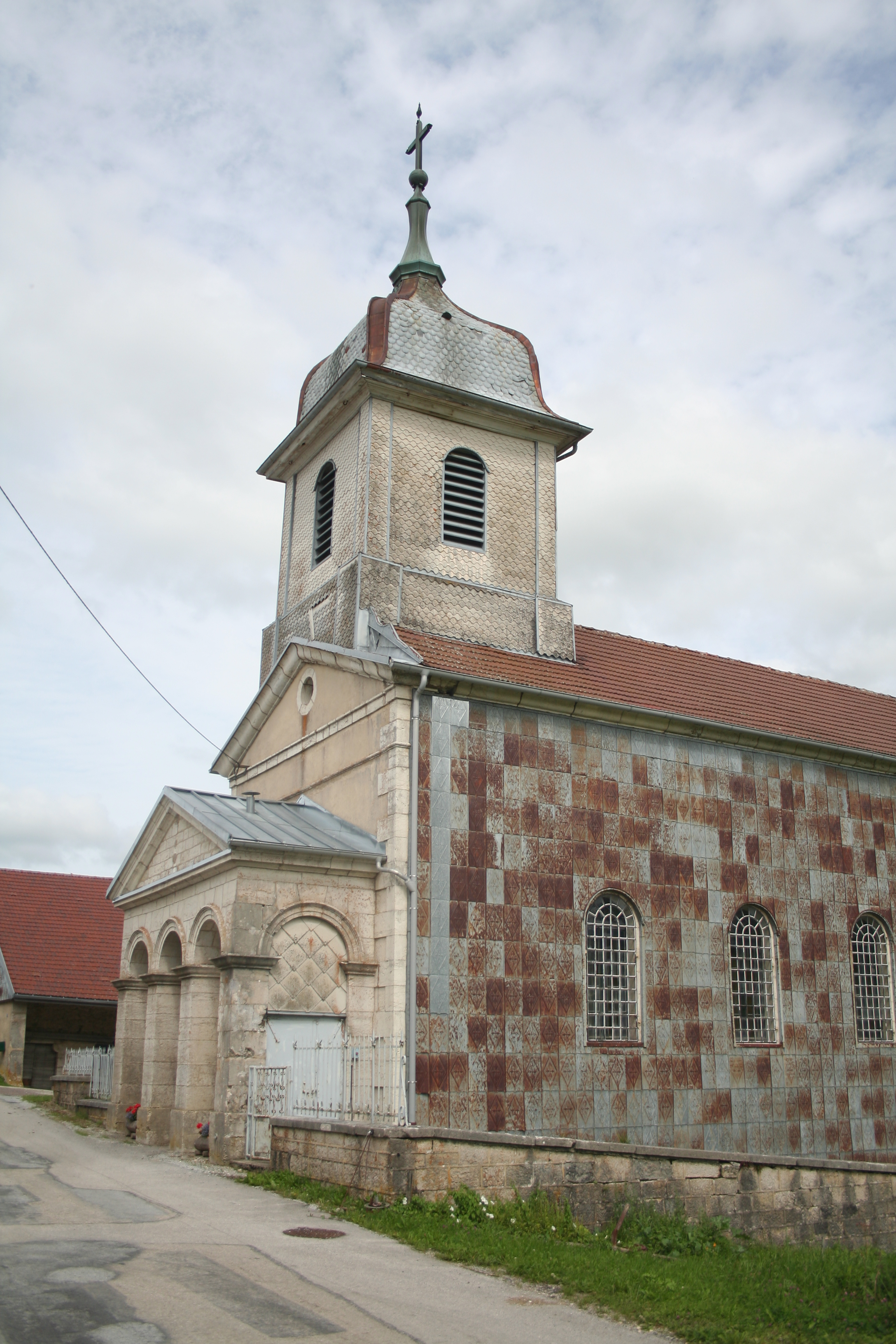
Église Saint-Sébastien du Brey.
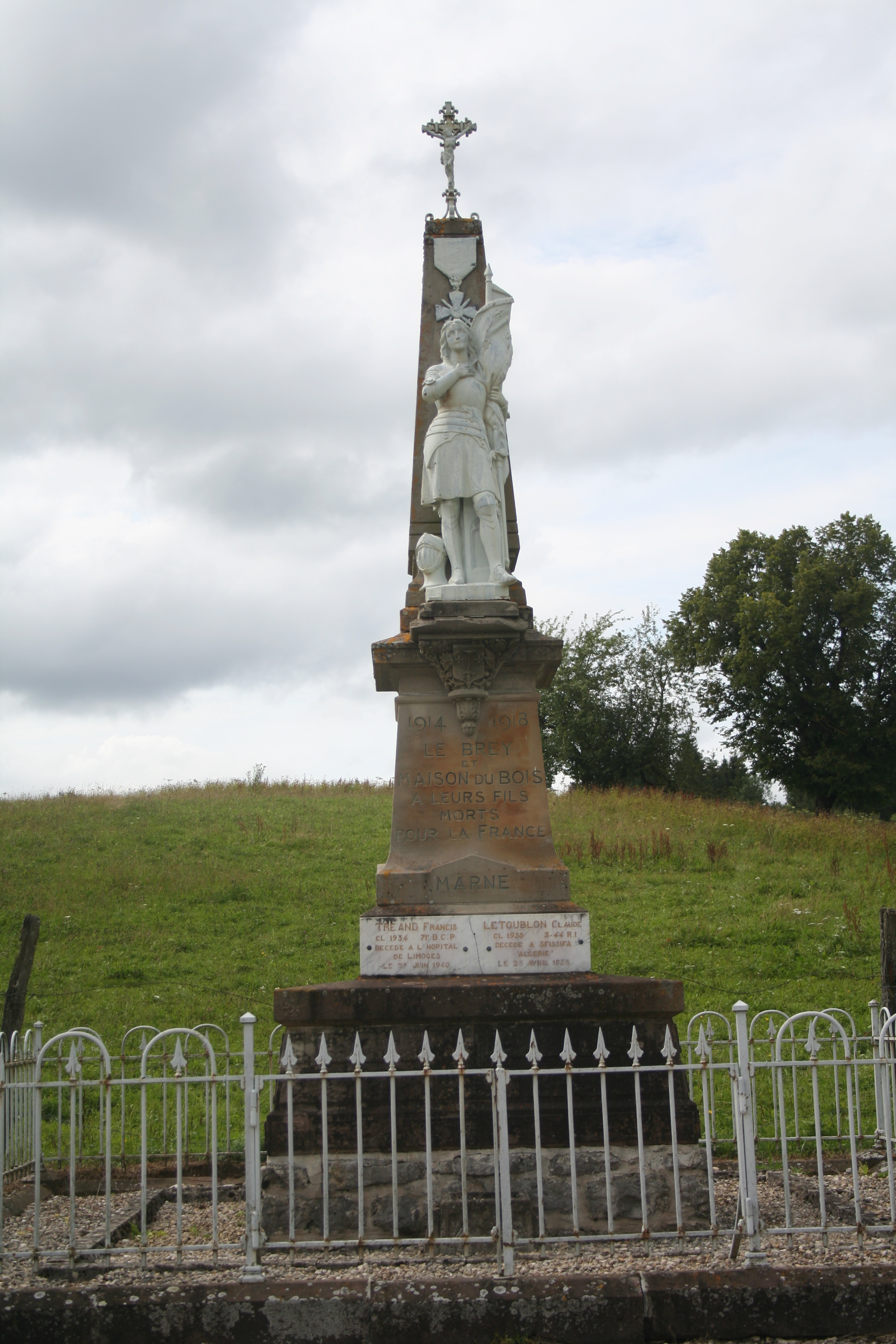
Monument aux morts de Brey-et-Maison-du-Bois.
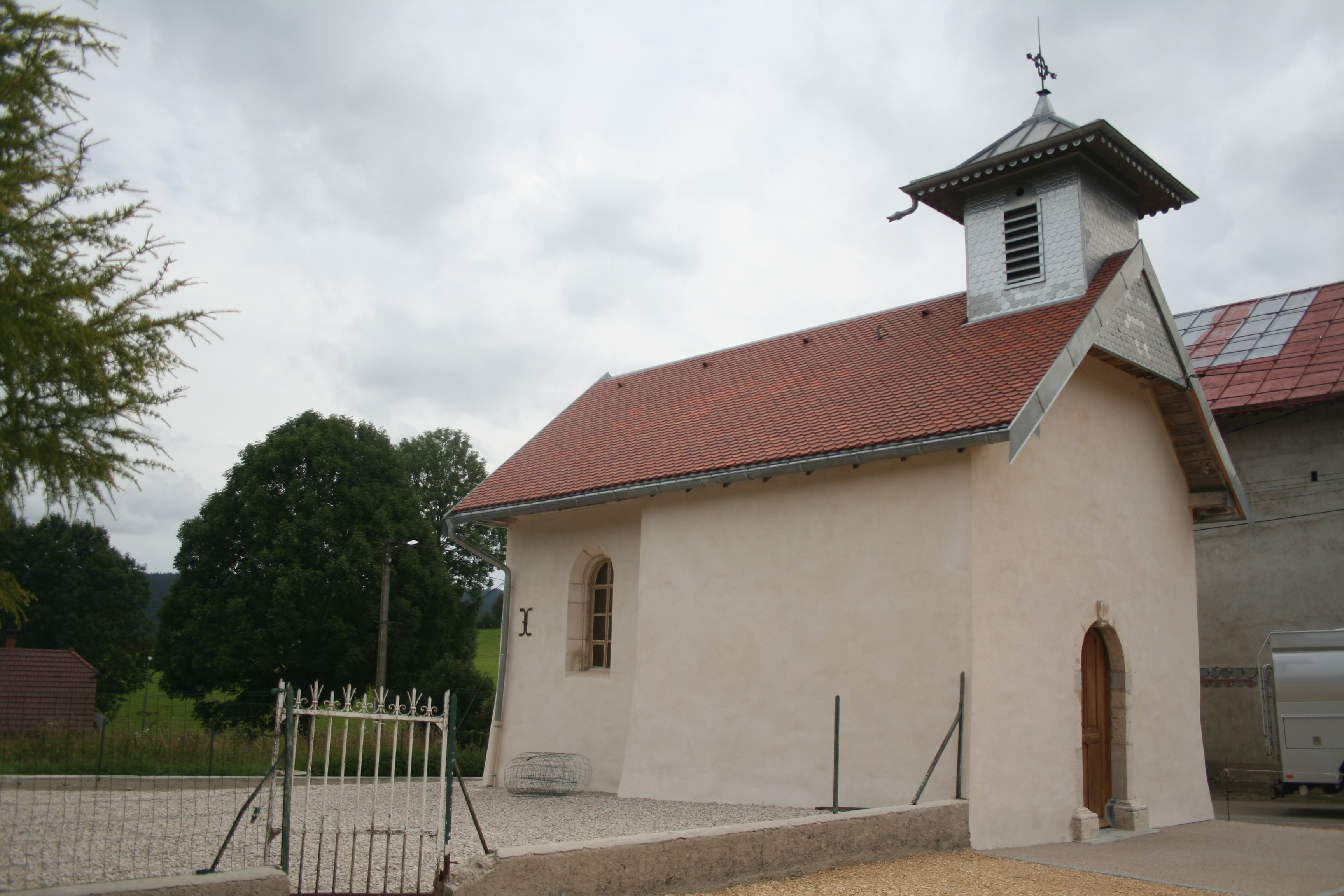
Chapelle Sainte-Barbe de Maison-du-Bois.
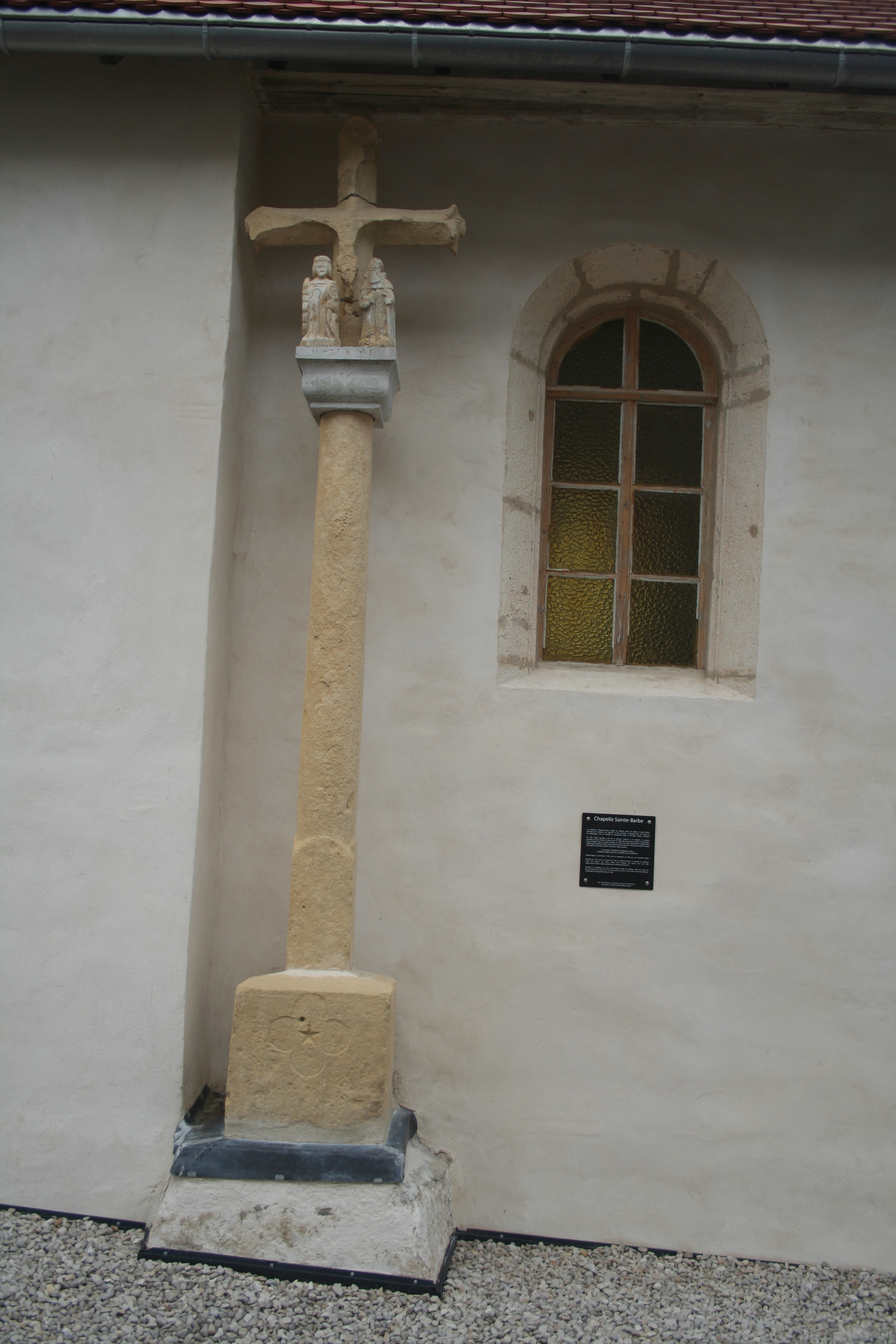
Croix monumentale à Maison-du-Bois.
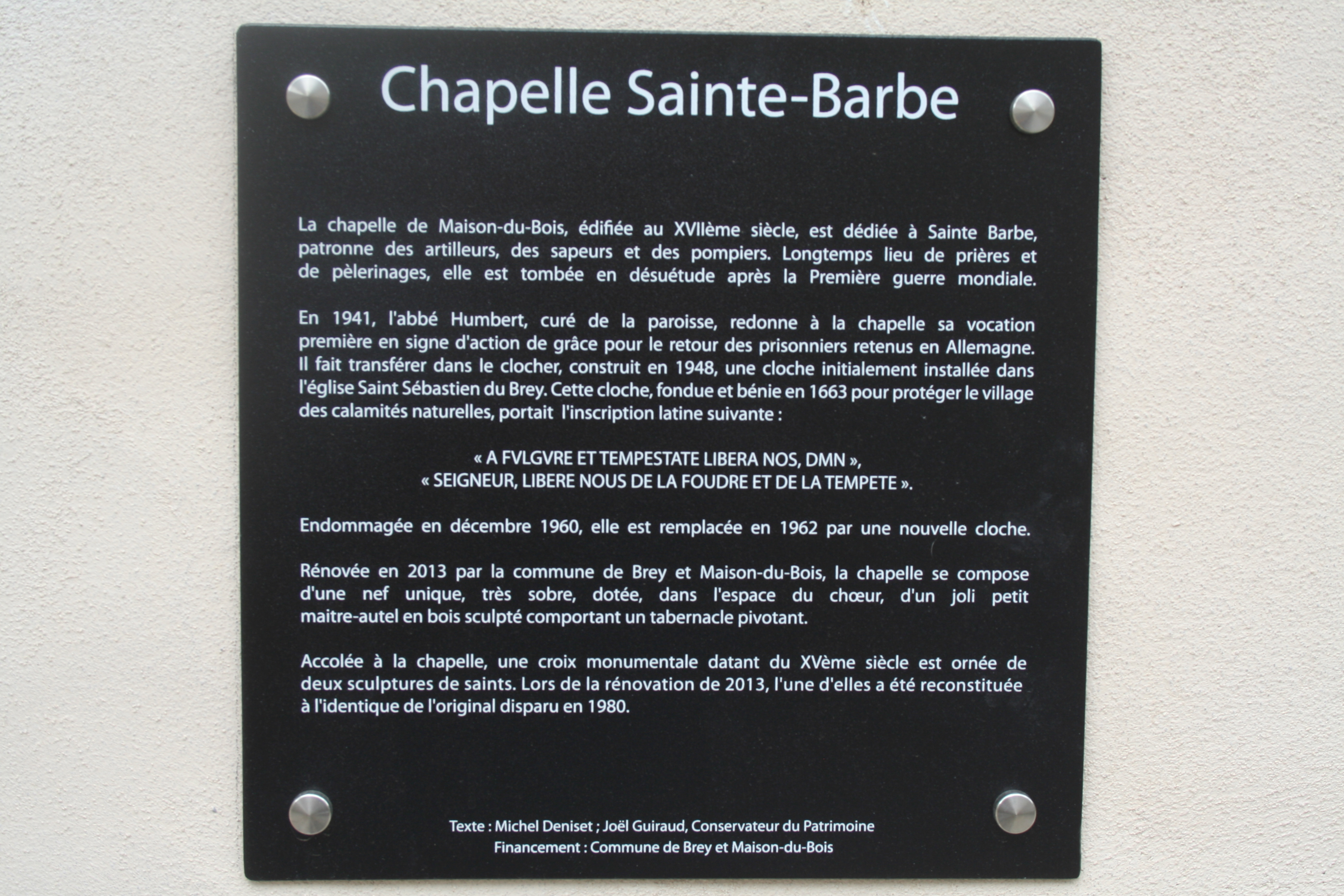
Plaque sur la chapelle de Maison-du-Bois.
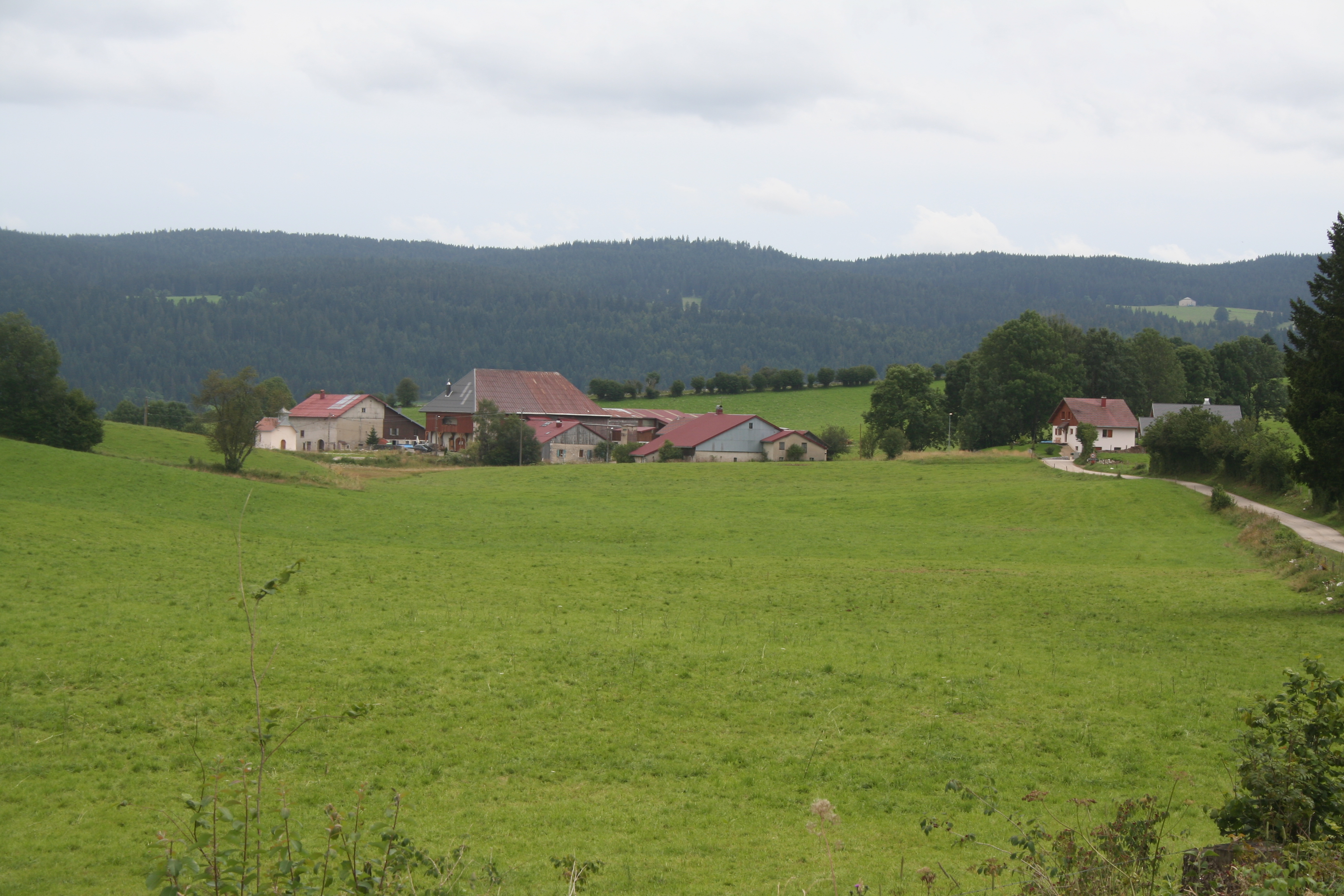
Vallon de Maison du Bois.

## Personnalités liées à la commune
- Marius Laithier, peintre, né au Brey en 1893, élève de Fernand Cormon et mort au combat à 23 ans à Bouchavesnes (Somme) en 1916[25].